# Wsparcie techniczne
Wsparcie techniczne, pomoc techniczna, obsługa techniczna (ang. technical support, technical assistance) – gwarantowana pomoc w eksploatacji oprogramowania, sprzętu komputerowego, jak też innych urządzeń udzielana użytkownikowi przez producenta przy ich zakupie.